# DR-Baureihe 250
Die Lokomotiven der Baureihe 250 waren schwere elektrische Lokomotiven der Deutschen Reichsbahn. Im Zuge der Harmonisierung der Baureihenbezeichnungen mit der Deutschen Bundesbahn erhielten sie zum 1. Januar 1992 die Baureihenbezeichnung 155. Unter dieser Bezeichnung war sie von 1994 bis 2019 bei der Deutschen Bahn im Einsatz, hauptsächlich zur Bespannung schwerer Güterzüge auf fast allen elektrifizierten Strecken Deutschlands.

## Geschichte

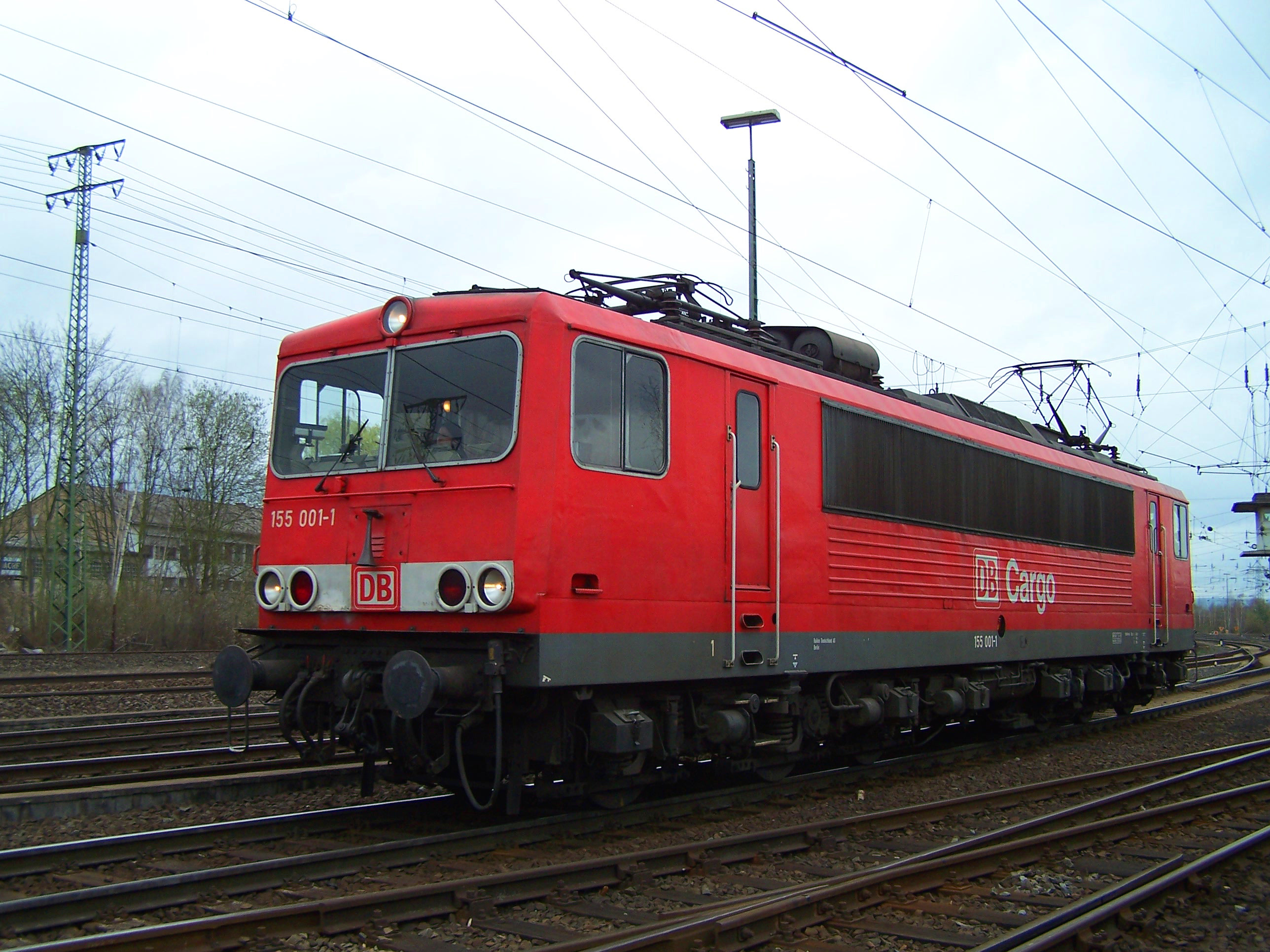
Der letzte erhaltene Prototyp 155 001. Die drei Prototypen hatten weit nach unten gezogene Frontfenster und das dritte Spitzenlicht darüber.

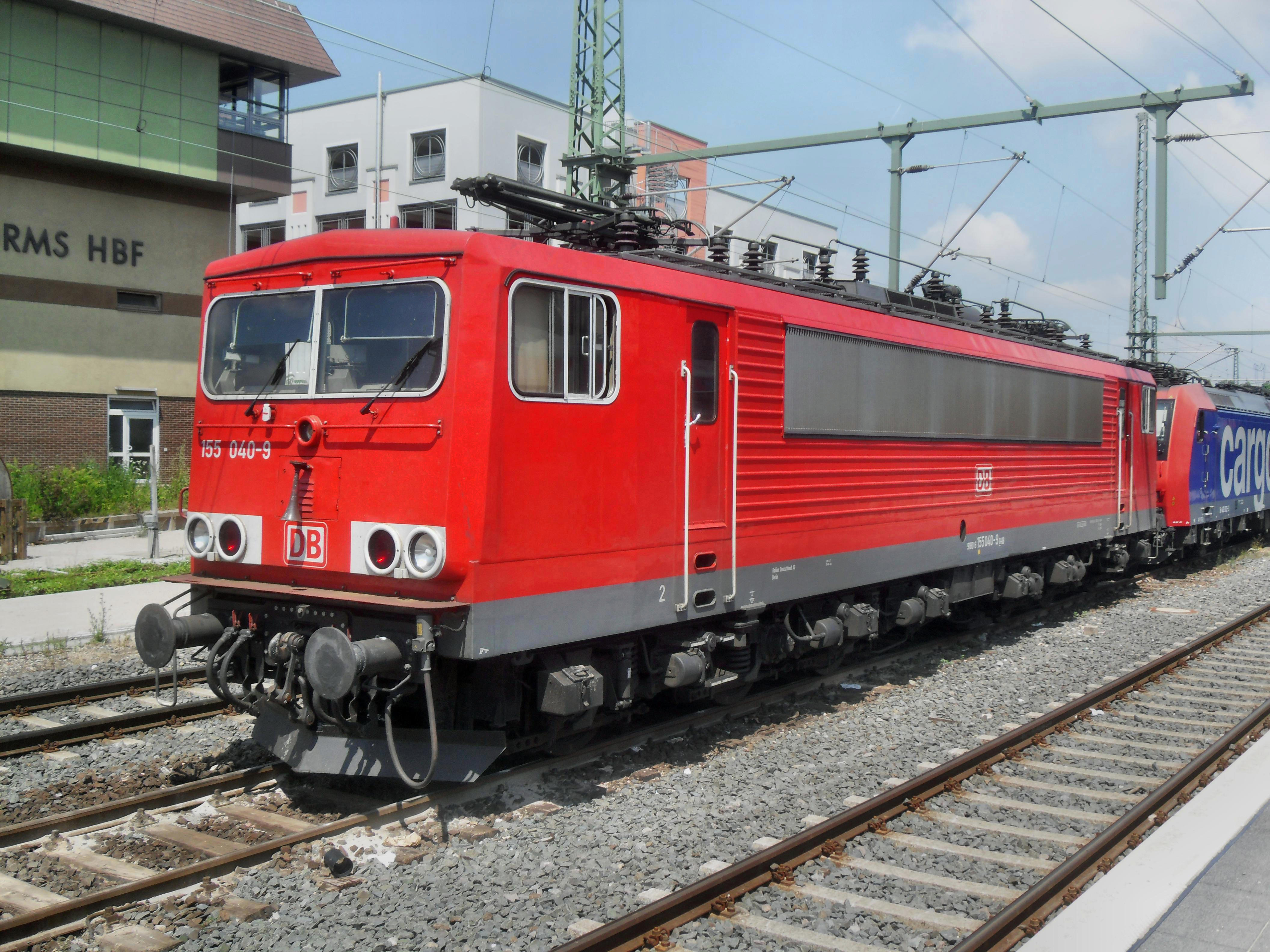
155 040 im Güterbahnhof des Wormser Hauptbahnhofs

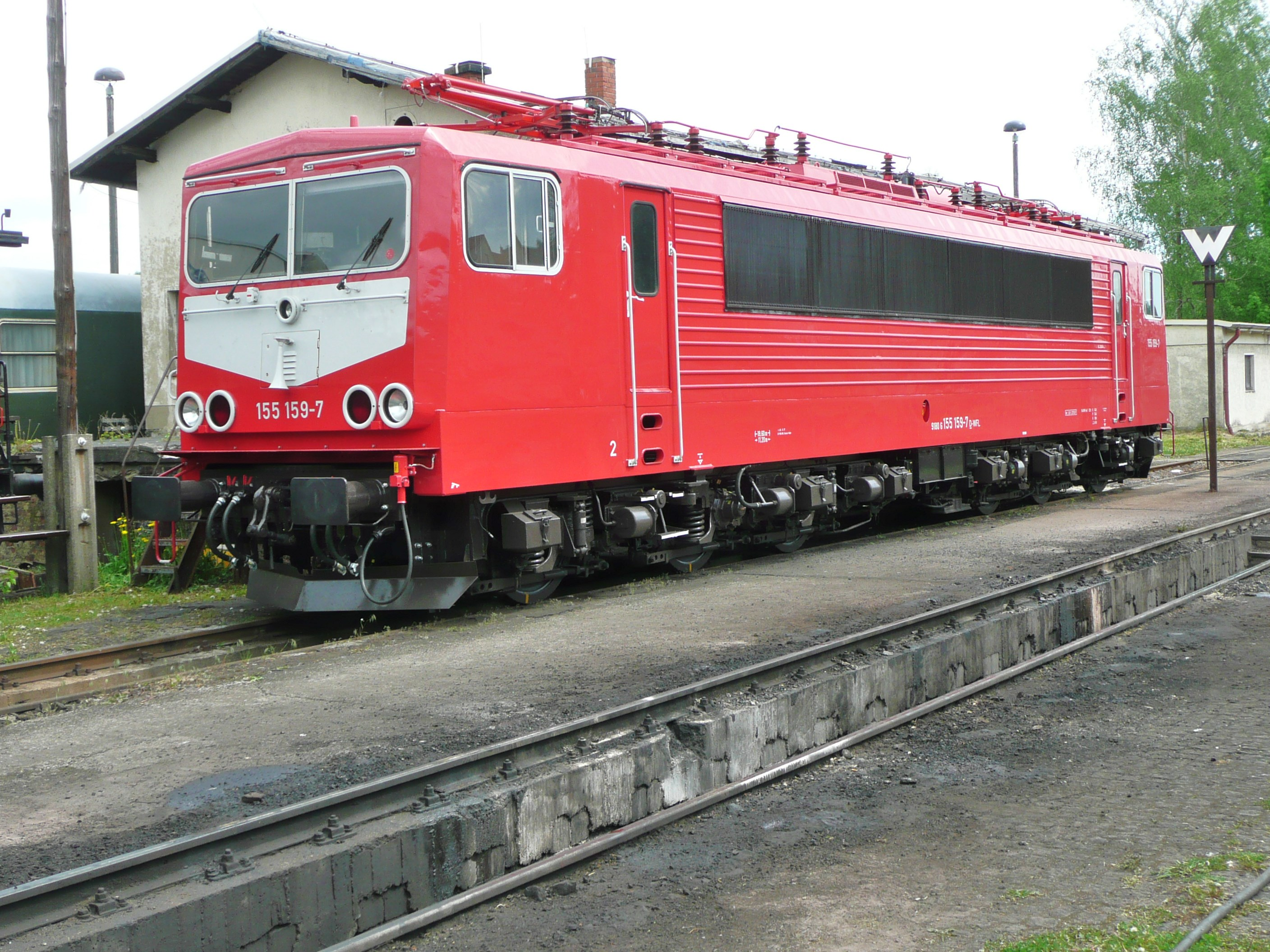
Orientrote 155 159 auf einer Eisenbahnausstellung in Nossen

Mitte der 1960er Jahre zeigte sich, dass die nach dem Zweiten Weltkrieg von der Deutschen Reichsbahn (DR) in der Deutschen Demokratischen Republik (DDR) anfänglich beschafften elektrischen Lokomotiven der Baureihen E 11 und E 42 den gestiegenen Leistungsanforderungen der Zugförderung im Güterverkehr teilweise nicht mehr gerecht wurden. Insbesondere wurde beanstandet, dass die Güterzuglokomotiven E 42 trotz des Einsatzes in Doppeltraktion bisweilen Schwierigkeiten beim Anfahren schwerer Züge in den Rangierbahnhöfen hatten, und der E 11 die Leistung zum Beschleunigen der damals schwersten Schnellzüge auf 120 km/h fehlte.
Aus Sicht der Hauptverwaltung Maschinenwirtschaft der DR erforderte das neue Leistungsprofil die Beschaffung einer sechsachsigen Lokomotive, die eigentlich bereits parallel zu den E 11 und E 42 geplant worden war, bei der Beschaffung aber aus Kapazitätsgründen keine Berücksichtigung fand. Die Co’Co’-Lokomotive mit dem Arbeitstitel E 51 sollte jeden Reise- oder Güterzug befördern können und damit universell einsetzbar sein. Dieses Ziel wurde 1974 mit den Prototypen 250 001 bis 250 003 erreicht. Die ersten sechsachsigen Ellok aus DDR-Produktion waren allerdings die für die Rübelandbahn gebauten Lokomotiven der Baureihe 251. Hersteller war wie bei allen elektrischen Lokomotiven der DR der Lokomotivbau Elektrotechnische Werke „Hans Beimler“ Hennigsdorf. Die Betriebssicherheit und Bahnfestigkeit hatte Priorität. Dabei wurde der neueste Stand der Technik berücksichtigt, wie der Stahlleichtbau, der zu einem Lokkasten mit gesickten Seitenwänden führte, oder die Tiefanlenkung der Drehgestelle. Bei der Ausstattung der Führerstände wurden die jüngsten Erkenntnisse der Ergonomie berücksichtigt.
Die Serienproduktion begann nach Abschluss aller Testläufe 1977. Bis 1984 wurden insgesamt 270 Serienlokomotiven an die DR ausgeliefert. Die Maschinen der Baureihe 250 bespannten bei der DR jede Zugart im Güter- und Personenverkehr, wobei der Schwerpunkt auf dem schweren Güterverkehr, insbesondere der Zufuhr der Rohbraunkohle zu den Kraftwerken, lag. Mit der Auslieferung der Lokomotiven der Baureihe 243 konnten die Einsätze vor Reisezügen wieder reduziert werden.
In den Jahren der Wende wurden die Lokomotiven durch die Verlagerung des Güteraufkommens auf den Straßenverkehr zum großen Teil nicht mehr benötigt. Daher wurden einige zeitweise an die Schweizerische Südostbahn (SOB) vermietet, ein großer Teil ging jedoch zur Deutschen Bundesbahn und wurde von den Betriebshöfen Nürnberg West und Mannheim unter der neuen DB-Baureihenbezeichnung 155 eingesetzt. Bis Ende der 90er Jahre bespannten sie noch schwere Reisezüge.
An den Einsatzgebieten hatte sich praktisch nichts geändert, außer dass die Maschinen auf die Betriebswerke Seddin und Mannheim Rbf konzentriert wurden. Nach der dritten Stufe der Bahnreform wurden sie dem Geschäftsbereich DB Cargo zugeschlagen, was das faktische Ende der Einsätze im Personenverkehr bedingte.
Die Lokomotiven wurden im gesamten Streckennetz der DB eingesetzt und waren praktisch vor jeder Art von Güterzügen anzutreffen. Vorzugsweise wurden die Lokomotiven im schweren Montan- und Chemieverkehr und auch vor schnellen Containerzügen eingesetzt.
Um die Jahrtausendwende gab es wiederholt Probleme mit den Drehgestellen der Lokomotiven, so dass die Höchstgeschwindigkeit zeitweise auf 80 km/h heruntergesetzt werden musste. Es begannen Ausmusterungen wegen schwer behebbarer Schäden und zur Gewinnung von Ersatzteilen. Ab 1995 sollten die Maschinen keine Hauptuntersuchung mehr bekommen, die modernen, vierachsigen Baureihen 145 und 152 mit ihrer geringeren Reibungsmasse waren allerdings vor schweren Zügen ein unbefriedigender Ersatz. Anfang 2002 waren noch 233 Lokomotiven vorhanden.
Seit Sommer 2006 wurden jedoch auf Grund von Lokmangel wieder Maschinen der Baureihe 155 im Ausbesserungswerk Dessau einer Hauptuntersuchung unterzogen und von einer Abstellung der gesamten Baureihe abgesehen. Der erste (und einzige noch erhaltene) Prototyp, die 155 001, wurde am 3. April 2006 aus dem offiziellen Bestand von Railion ausgemustert und ist im DB Museum Halle (Saale) als rollfähiges Museumsexponat erhalten. Im April 2016 waren noch 63 Lokomotiven im Bestand der DB. Am 17. Dezember 2019 endete der Einsatz der BR 155 bei DB Cargo. Die verbleibenden Maschinen wurden größtenteils abgestellt und auf die Stillstandslager Mukran (hauptsächlich DB-Maschinen, vereinzelt auch Railpool), Rostock Seehafen (nur Railpool-Lokomotiven) und Leipzig Engelsdorf (nur Railpool-Lokomotiven) verteilt.

## Konstruktion

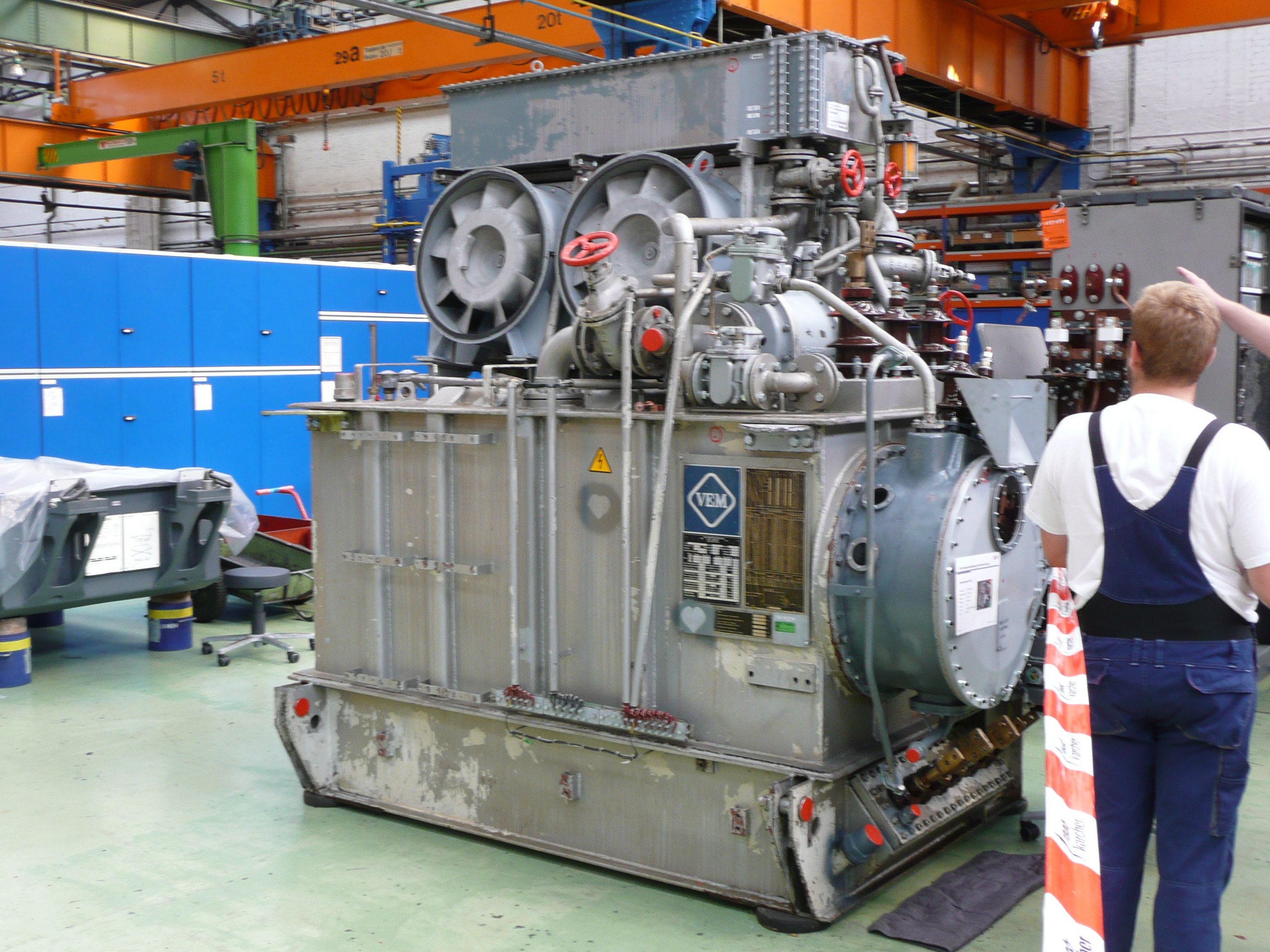
Haupttransformator einer Lokomotive der Baureihe 155 im AW Dessau

Die Lokomotiven laufen auf zwei dreiachsigen Drehgestellen, in denen die Radsätze asymmetrisch angeordnet sind. Die Primär- und Sekundärfederung erfolgen durch Schraubenfedern mit hydraulischen Schwingungsdämpfern. Die Radsätze werden durch Lemniskatenlenker geführt. Der mittlere Radsatz ist aus Gründen der Bogenläufigkeit um je 60 mm seitenverschiebbar. Jede Achse wird von einem zwölfpoligen Einphasen-Reihenschlussmotor, der mit maximal 1500 min−1 läuft, angetrieben. Die Kraftübertragung erfolgt über ein beidseitig angeordnetes, geradverzahntes Stirnradgetriebe und den bewährten LEW-Kegelringfederantrieb. Lauftechnische Versuche der DR hatten ergeben, dass die Maschinen mit einem modifizierten LEW-Kegelringfederantrieb bis zu 160 km/h laufen könnten. Allerdings wurde für eine solche Lokomotive kein Bedarf gesehen, da es im Netz der DR keine Abschnitte mit einer höheren Streckengeschwindigkeit als 120 km/h gab. Nach der Wende wurden entsprechende Pläne zugunsten anderer Baureihen fallengelassen, die konstruktiv nicht für den Güterverkehr vorgesehen sind.
Der Aufbau ist im Wortsinne kastenförmig und gab der Lokomotive ihre verschiedenen Spitznamen – anfangs „Kommissbrot“, wird sie heute häufig als „Kraft-“ oder „Hochleistungscontainer“ bezeichnet. Drei Dachteile sind für besseren Zugang zu den Großgeräten im Maschinenraum abnehmbar. Die gesickten Seitenwände haben je ein durchgehendes Lüfterband zur Kühlluftversorgung. Die Kastenstruktur wurde auf das Einleiten von Druckräften in Fahrzeugmitte ausgelegt. Die Maschinen erhielten Kopfstücke mit Einheitszugkästen und waren damit auf den Einbau von Mittelpufferkupplungen ohne weitere Eingriffe in die Fahrzeugkonstruktion vorbereitet. Neu war, dass die Einstiegstüren in den Maschinenraum führten. Unterhaltungsarbeiten und Reparaturen führten damit nicht mehr zwangsläufig zur Verschmutzung der Führerstände.
Das Kernstück des elektrischen Teils der Lokomotive bildet der 5630 kW abgebende Dreischenkel-Transformator mit zwangsweisem Ölumlauf und 31 Anzapfungen für das Schaltwerk. Eingesetzt wird das in den Jahren zuvor in der 50-Hz-Versuchslokomotive E 211 001 erprobte, thyristorgeregelte Hochspannungsschaltwerk LNSW 12 mit Phasenanschnittsteuerung. Dieses wurde auch bei den Lokomotiven der Baureihe 243 verwendet. Es ist als Rundwähler mit geraden und ungeraden Vollstufen auf zwei Kontakt-Kreisbahnen mit mechanisch verbundenem Thyristorsteller ausgeführt. Wie schon bei älteren Lokomotiven üblich, dienen die letzten drei Fahrstufen als Reserve bei niedriger Fahrdrahtspannung und dürfen im Normalbetrieb nicht genutzt werden. Dieser Zustand trat im DR-Netz durchaus häufiger ein, vor allem im Großraum Halle (Saale), weshalb die Rbd Halle von genervten Ellokführern als „Schwachstromdirektion“ betitelt wurde. Sank die Fahrdrahtspannung unter 12 kV, löste der Hauptschalter aus und konnte erst, wenn die Spannung 14 kV erreichte, wieder eingeschaltet werden. Da andere Elloks mit einer niedrigeren Wiedereinschaltspannung auskamen, belasteten diese das Netz erneut, und die Spannung sank wieder, so dass ein mit einer 250 bespannter Zug bei einer Überlastung des Netzes durchaus länger liegenblieb.
Eine von der Spannung des Fahrdrahts abhängige, thyristorgeregelte elektrische Widerstandsbremse ist ebenfalls vorhanden. Zur Dachausrüstung gehören die beiden Scherenstromabnehmer des Typs VM 28-31, der Hauptschalter, der als Druckluftschnellschalter ausgeführt ist, Dachtrenner und Oberspannungswandler (zur Anzeige und Überwachung der Fahrdrahtspannung), sowie die Lüftergitter des Bremswiderstandsturmes. Bei Modernisierungsarbeiten wurden Lokomotiven auch mit neuen Vakuumhauptschaltern und Einholmstromabnehmern Typ DSA 200 ausgerüstet. Außerdem sind auch die zwei Hauptluftbehälter der indirekten, mehrlösigen Druckluftbremse auf dem Dach angeordnet. Im Normalbetrieb wird die Druckluftbremse mit der elektromotorischen Bremse gekoppelt.
Die Fahrsteuerung arbeitet als Nachlaufsteuerung mit unterlagerter Zugkraftsteuerung (der Lokführer wählt eine Fahrstufe vor, das Schaltwerk läuft diese Stufe selbständig an, Zugkraft einstellbar), im Notfall auch Auf-Ab-Steuerung. Die Lokomotiven wurden vom Hersteller im Gegensatz zum DB-Pendant der Baureihe 151 weder mit einer Wendezug- noch einer Vielfachsteuerung ausgerüstet. Steckverbindungen für die UIC-Leitung waren im Lieferzustand im Gegensatz zu den Lokomotiven der Baureihe 243 ebenfalls nicht vorhanden, sie wurden jedoch später nachgerüstet. Die Lokomotiven erreichen eine mögliche Anfahrzugkraft von 6 × 80 kN (480 kN) und eine Dauerzugkraft von 196 kN. Einige Lokomotiven wurden für das Befahren von Schnell- und Hochleistungsstrecken mit Fahrzeuggeräten für die linienförmige Zugbeeinflussung LZB 80 ausgerüstet.
Insgesamt galten die Lokomotiven als zuverlässig und robust. Schwierigkeiten bereitete die Hitzeanfälligkeit einiger elektronischer Bauteile in Führerstand 1. Diese führte bei hochsommerlichen Temperaturen vorübergehend zu Störungen, welche, sobald es kühler wurde, verschwanden. Weiterhin verursachte die Abwärme dieser in der Wand hinter dem Lokführer befindlichen Bauteile im Sommer in diesem Führerstand Temperaturen bis 70 °C.  Dies veranlasste die Personale, bei Bedarf mit offenen Türen und Fenstern zu fahren und die Lok, wenn möglich, vor dem Einsatz mit Führerstand 2 nach vorn zu drehen.

## Verbleib

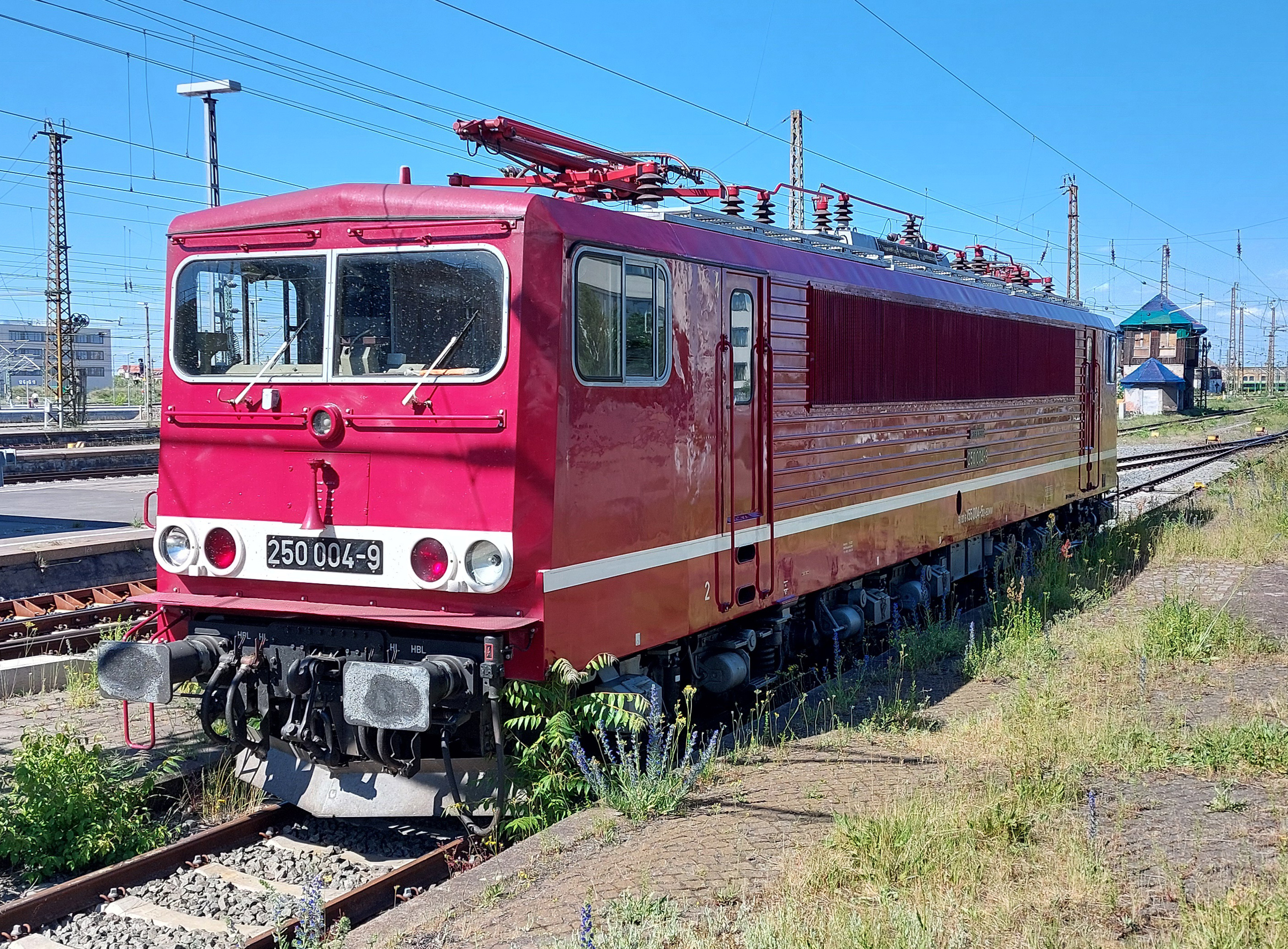
Die erste Serienlokomotive 155 004 abgestellt auf dem Hauptbahnhof Leipzig im Mai 2024

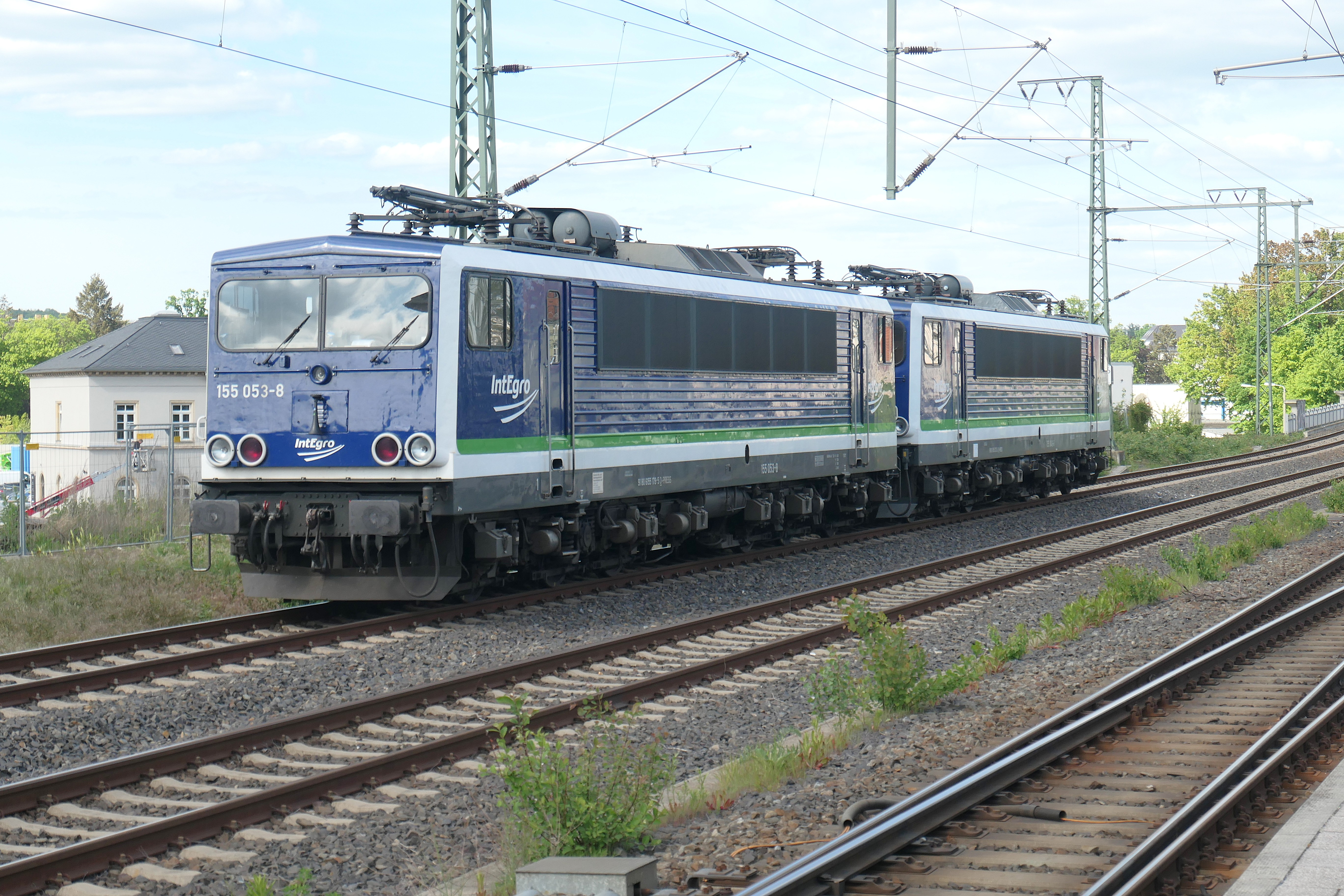

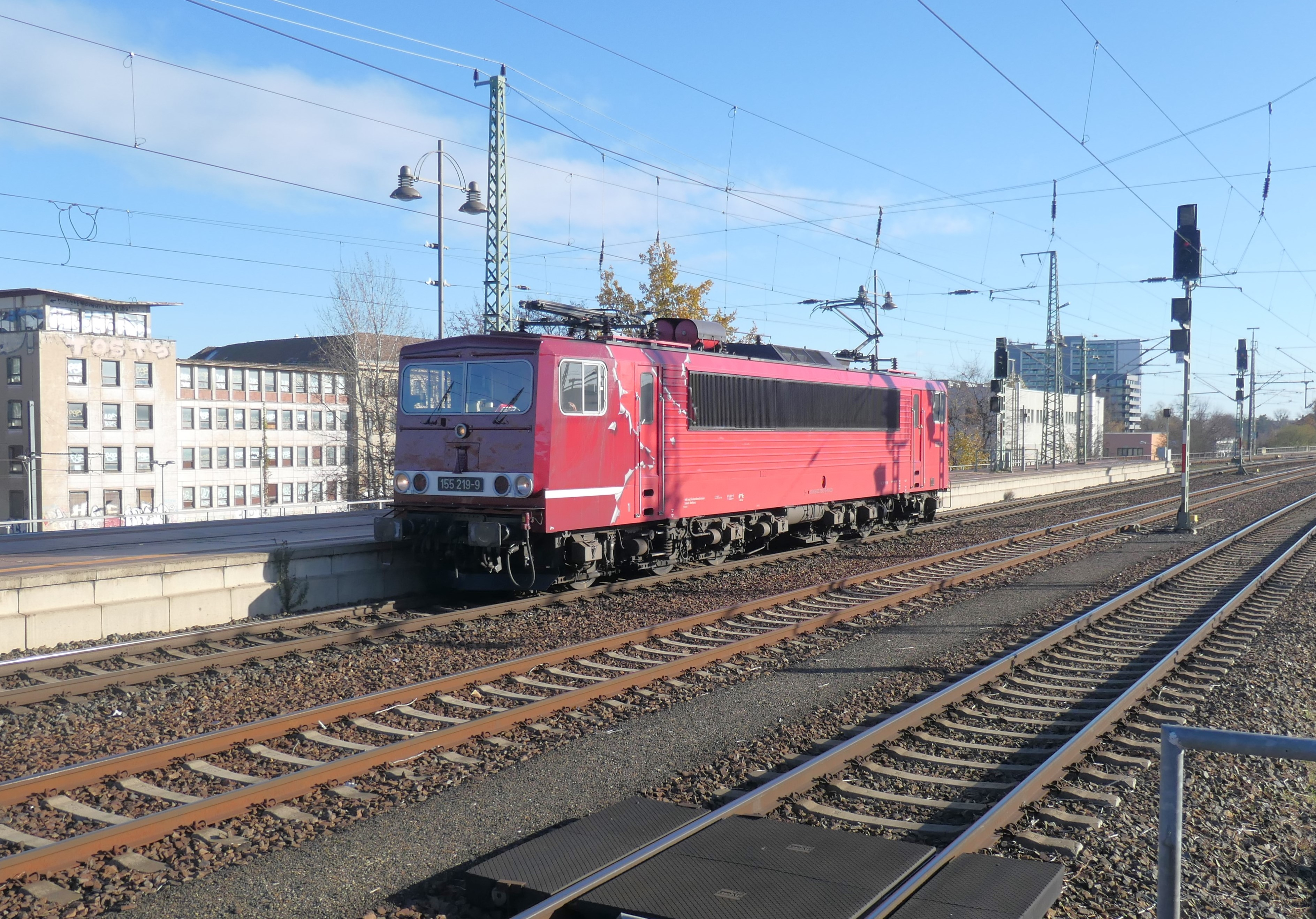
155 219, die Lok mit den zwei Gesichtern, bei der Durchfahrt durch Dresden Hauptbahnhof mit der Reichsbahnseite voran (2024)

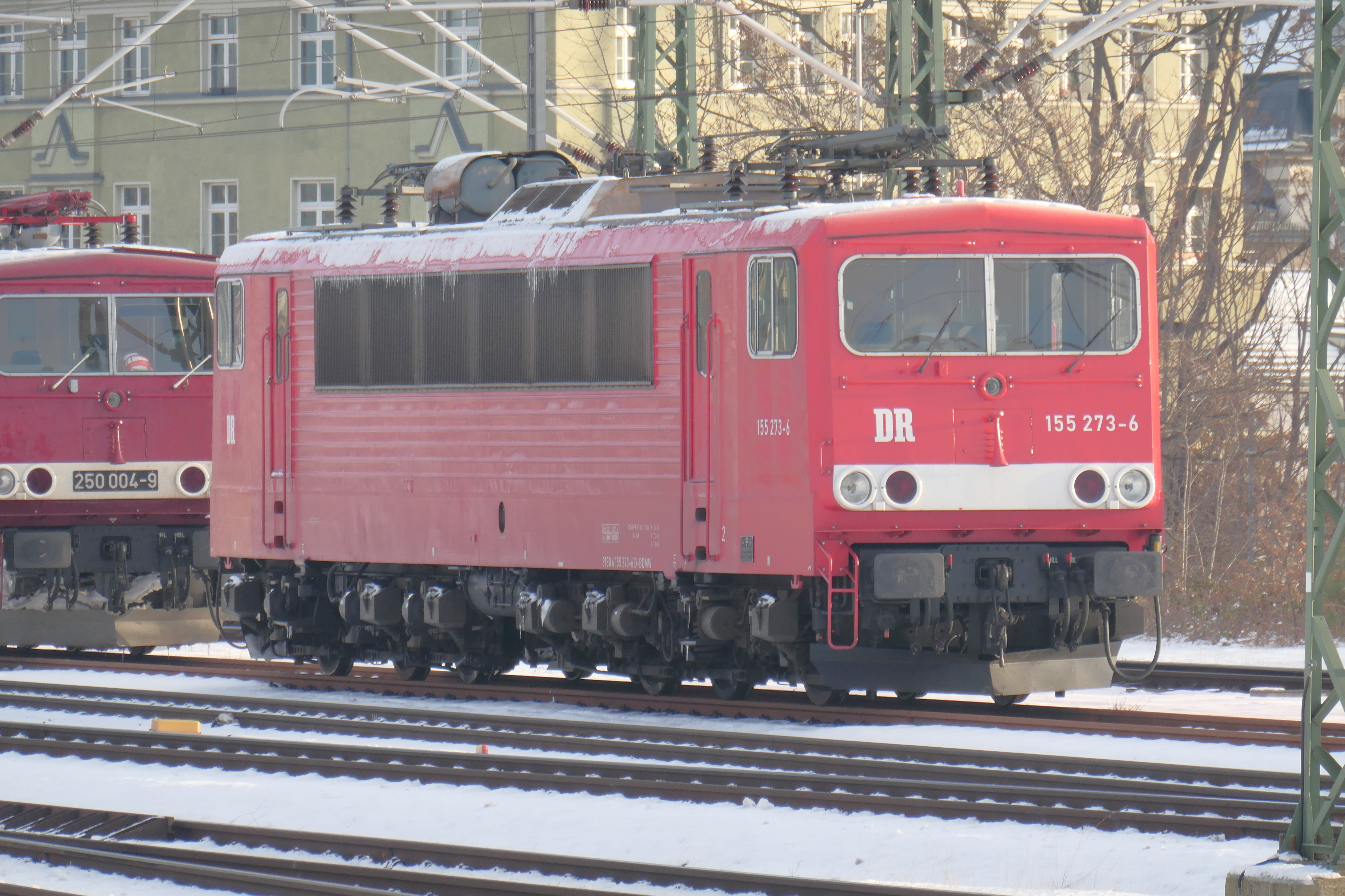
Die letzte Serienlokomotive 155 273, abgestellt im Bahnhof Dresden-Neustadt (2023)

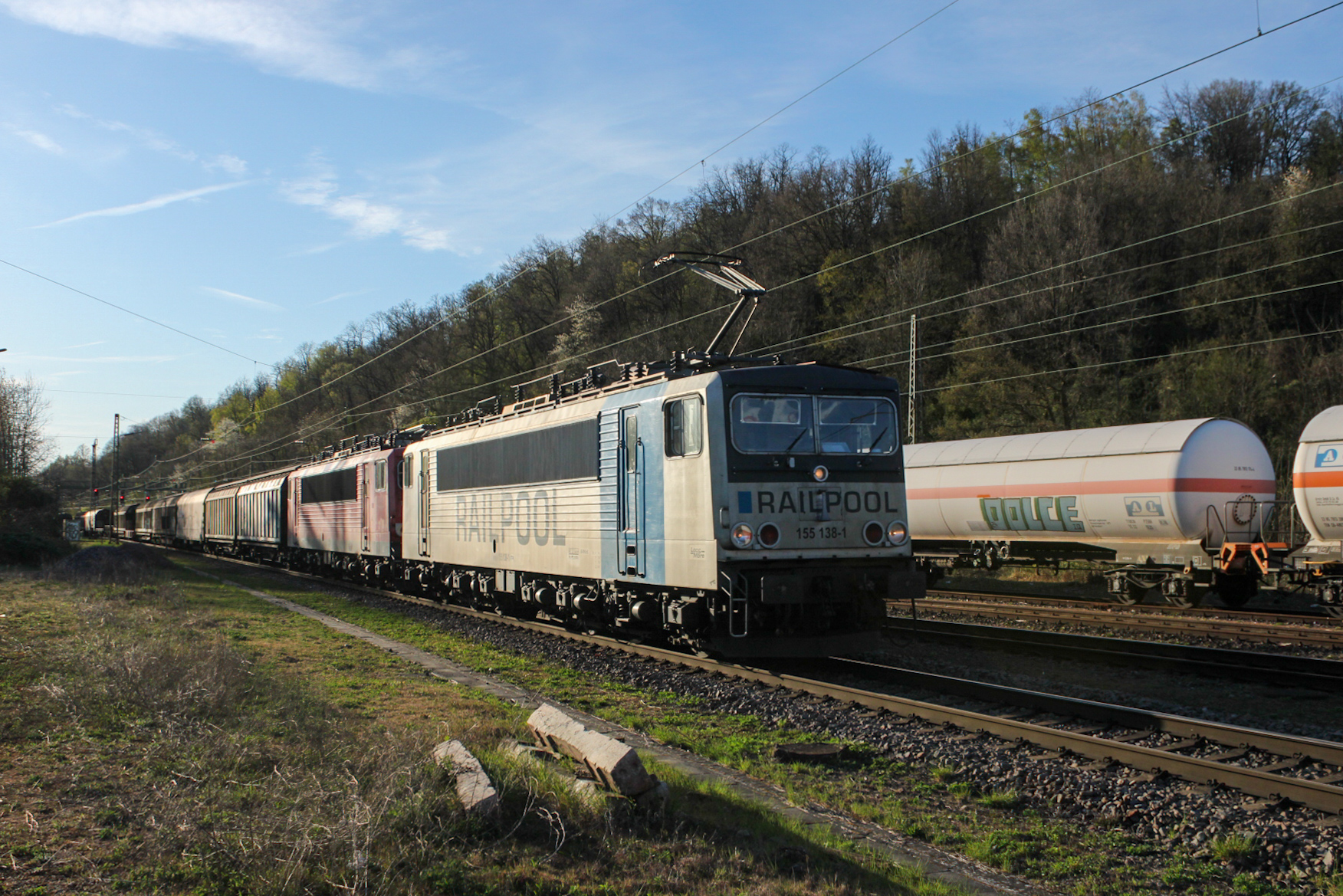
BDMW 155 138-1 und 155 151-4 mit einem Güterzug in Luisenthal (2025)

Die Mitteldeutsche Eisenbahn (MEG) übernahm zwölf Lokomotiven, diese wurden sukzessiv mit Bauteilen der Baureihe 143 aufgewertet, u. a. um mit Triebfahrzeugen der Baureihen 143 und 156 in Doppeltraktion fahren zu können. Derart umgebaute Exemplare der 155 sind an der zweiten IS-Steckdose an der Fahrzeugfront zu erkennen. Drei Lokomotiven sind derart umgebaut (155 195 = MEG 704, 155 196 = MEG 705 und 155 119 = MEG 706), jedoch bis Juli 2020 wurden die letzten 155er von der MEG abgestellt und sollen verkauft werden.
Wedler Franz Logistik GmbH & Co. KG (WFL) erwarb die 155 110 sowie 159.
Die Leipziger Eisenbahnverkehrsgesellschaft (LEG) erwarb die Lokomotiven 155 137, 247 und 078.
Die Pressnitztalbahn/IntEgro besitzt die 155 179 (053), 155 213 (048) und 155 238 (045).
2017 verkaufte die Deutsche Bahn insgesamt 100 Lokomotiven der Baureihe an ein Konsortium aus Railpool und Toshiba.
Im Dezember 2019 überführte die DB die letzten 15 angemieteten 155 zum Stillstandsmanagement. Mitte Januar 2021 wurden wieder Maschinen reaktiviert.

## Bestand
Gesamte Bestandsliste der Baureihe 155 bei Privatbahnen, Railpool und der DB AG. Abgestellte Lokomotiven und Ersatzteilspender befinden sich ebenfalls in dieser Liste (Stand: April 2024).
| Fahrzeugnummer (91 80 6xxx xxx-x) | Betreiberbezeichnung  | Betreiber    | Bemerkung |
| --------------------------------- | --------------------- | ------------ | --- |
| 155 001-1                         | 155 001-1             | DB           | verkehrsrot, Scherenstromabnehmer Typ „VM 28-31“, nicht betriebsfähig Bw. Lutherstadt Wittenberg |
| 155 004-5                         | 250 004-9             | BDMW         | bordeauxrot, betriebsfähig |
| 155 007-8                         | 155 007-8             | EBS          | EBS Lackierung, betriebsfähig |
| 155 013-6                         | 155 013-6             | Railpool     | verkehrsrot, abgestellt SSM Engelsdorf ab 25. November 2019; 2024 Wiederinbetriebnahme durch LDK |
| 155 016-9                         | 155 016-9             | CLR          | bordeauxrot, betriebsfähig |
| 155 030-0                         | 155 030-0             | Railpool     | verkehrsrot, abgestellt SSM Engelsdorf 5. Februar 2021, im September 2024 bei Fa. Bender, Opladen zur Zerlegung eingetroffen                                                                           |
| 155 040-9                         | 155 040-9             | Railpool     | verkehrsrot, abgestellt seit 2015 (SSM Mukran) |
| 155 046-6                         | 155 046-6             | FWK          | signalrot, betriebsfähig |
| 155 049-0                         | 155 049-0             | LDK          | signalrot, abgestellt (Buna-Werke) |
| 155 056-5                         | 155 056-5             | Railpool     | verkehrsrot, abgestellt SSM Engelsdorf, im November 2024 bei Fa. Bender, Opladen zerlegt |
| 155 059-9                         | 155 059-9             | LDK          | verkehrsrot, betriebsfähig |
| 155 060-7                         | 155 060-7             | LDK          | verkehrsrot, betriebsfähig |
| 155 065-6                         | 155 065-6             | Railpool     | abgestellt in Senftenberg, im Juni 2024 bei Fa. Bender, Opladen zerlegt |
| 155 066-4                         | 155 066-4             | DB           | verkehrsrot, abgestellt SSM Mukran ab 6. Juli 2016 |
| 155 072-2                         | 155 072-2             | LEG          | verkehrsrot, Scherenstromabnehmer Typ „VM 28-31“, abgestellt (LEG-Werk Delitzsch), nicht betriebsfähig                                                                                                 |
| 155 078-9                         | 155 078-9             | BDMW         | orientrot, betriebsfähig |
| 155 083-9                         | 155 083-9             | Railpool     | verkehrsrot, abgestellt SSM Engelsdorf 18. Dezember 2019 |
| 155 084-7                         | 155 084-7             | WFL          | verkehrsrot, abgestellt (Netinera-Werk Neustrelitz), nicht betriebsfähig |
| 155 087-0                         | 155 087-0             | Railpool     | verkehrsrot, abgestellt SSM Engelsdorf 17. Dezember 2019 |
| 155 089-6                         | 155 089-6             | LEG          | verkehrsrot, abgestellt (LEG-Werk Delitzsch), Ersatzteilspender, nicht betriebsfähig |
| 155 097-9                         | 155 097-9             | Railpool     | verkehrsrot, abgestellt SSM Engelsdorf 5. Februar 2021, im Juni 2024 bei Fa. Bender, Opladen zerlegt                                                                                                   |
| 155 103-5                         | 155 103-5             | CLR          | bordeauxrot, betriebsfähig |
| 155 110-0                         | 155 110-0             | WFL          | bordeauxrot, betriebsfähig |
| 155 111-8                         | 155 111-8             | BDMW         | seit 1/2024 orange mit Werbebeklebung nach Aufarbeitung im AW Neustrelitz, Eigentümer seit 5/2023 T4R – Traktion4Rent GmbH Saalburg-Ebersdorf, vermietet an Budamar West GmbH, 91 80 6155 111-8 D-BDMW |
| 155 112-6                         | 155 112-6             | Railpool     | verkehrsrot, abgestellt SSM Engelsdorf ab 14. August 2023, im Oktober 2024 bei Fa. Bender, Opladen zerlegt                                                                                             |
| 155 113-4                         | 155 113-4             | Railpool     | verkehrsrot, abgestellt SSM Engelsdorf 17. Dezember 2019, im Juni 2024 bei Fa. Bender, Opladen zerlegt                                                                                                 |
| 155 114-2                         | 155 114-2             | DB           | verkehrsrot, abgestellt ab __.09.2015 SSM Mukran |
| 155 119-1                         | 155 119-1             | FWK          | signalrot, 2. Besetzung durch Umbau aus 155 136-5, betriebsfähig |
| 155 123-3                         | 155 123-3             | Railpool     | verkehrsrot, abgestellt SSM Engelsdorf 5. Februar 2021 |
| 155 124-1                         | 155 124-1             | LDK          | signalrot, betriebsfähig |
| 155 128-2                         | 155 128-2             | Railpool     | verkehrsrot, abgestellt (SSM Leipzig-Engelsdorf), betriebsfähig, im Juni 2024 bei Fa. Bender, Opladen zerlegt                                                                                          |
| 155 134-0                         | 155 134-0             | Railpool     | verkehrsrot, abgestellt SSM Engelsdorf ab 14. August 2023, im Oktober 2024 bei Fa. Bender, Opladen zerlegt                                                                                             |
| 155 137-3                         | 250 137-7             | BDMW         | bordeauxrot, Scherenstromabnehmer Typ „VM 28-31“, betriebsfähig |
| 155 138-1                         | 155 138-1             | BDMW         | Railpool-Lackierung, betriebsfähig, abgestellt in Senftenberg |
| 155 141-5                         | 155 141-5             | Railpool     | verkehrsrot, abgestellt SSM Engelsdorf 17. Dezember 2019 |
| 155 151-4                         | 155 151-4             | BDMW         | verkehrsrot, betriebsfähig |
| 155 152-2                         | 155 152-2             | PRESS        | verkehrsrot, abgestellt (Espenhain), nicht betriebsfähig |
| 155 159-7                         | 155 159-7             | WFL          | orientrot, betriebsfähig |
| 155 167-0                         | 155 167-0             | LDK          | signalrot, betriebsfähig |
| 155 171-2                         | 155 171-2             | Railpool     | verkehrsrot, abgestellt in Senftenberg |
| 155 179-5                         | 155 053-8             | PRESS        | IntEgro-Lackierung, betriebsfähig |
| 155 180-3                         | 155 180-3             | Railpool     | verkehrsrot, abgestellt SSM Engelsdorf 5. Februar 2021, im September 2024 bei Fa. Bender, Opladen zur Zerlegung eingetroffen                                                                           |
| 155 182-9                         | 155 182-9             | Railpool     | verkehrsrot, abgestellt SSM Engelsdorf 17. Dezember 2019, im November 2024 bei Fa. Bender, Opladen zerlegt                                                                                             |
| 155 183-7                         | 155 183-7             | MAED         | orientrot, Führerstand 1 mit Kontrastbalken, Führerstand 2 mit „Latz“, betriebsfähig |
| 155 184-5                         | 703                   | MEG          | signalrot, abgestellt (Buna-Werke), nicht betriebsfähig |
| 155 191-0                         | 155 191-0             | LDK          | verkehrsrot, betriebsfähig |
| 155 192-8                         | 155 192-8             | Railpool     | verkehrsrot, abgestellt (SSM Leipzig-Engelsdorf) |
| 155 195-1                         | 250 195-5             | FWK          | signalrot, Scherenstromabnehmer Typ „VM 28-31“, betriebsfähig |
| 155 196-9                         | 250 196-5             | FWK          | signalrot, betriebsfähig |
| 155 201-7                         | 155 201-7             | Railpool     | verkehrsrot, abgestellt Senftenberg, im Juni 2024 bei Fa. Bender, Opladen zerlegt |
| 155 204-1                         | 155 059-2             | Press        | verkehrsrot |
| 155 206-6                         | 155 206-6             | Railpool     | verkehrsrot, abgestellt SSM Engelsdorf 17. Dezember 2019, im November 2024 bei Fa. Bender, Opladen zerlegt                                                                                             |
| 155 211-6                         | 155 026-2             | PRESS        | PRESS-Lackierung, betriebsfähig |
| 155 212-4                         | 155 212-4             | Railpool     | verkehrsrot, abgestellt Senftenberg, im Juni 2024 bei Fa. Bender, Opladen zerlegt |
| 155 213-2                         | 155 048-6             | PRESS        | IntEgro-Lackierung, betriebsfähig |
| 155 218-1                         | 155 218-1             | Railpool     | verkehrsrot, abgestellt SSM Engelsdorf 17. Dezember 2019 |
| 155 219-9                         | 155 219-9 / 250 219-3 | MAED         | orientrot und bordeauxrot, Führerstand 1 bordeauxrot „250 219-3“, Führerstand 2 orientrot „155 219-9“, betriebsfähig                                                                                   |
| 155 222-3                         | 155 222-3             | WFL          | bordeauxrot, betriebsfähig |
| 155 230-6                         | 707                   | MEG          | signalrot, abgestellt (Böhlen), nicht betriebsfähig |
| 155 236-3                         | 155 236-3             | Railpool     | verkehrsrot, abgestellt (SSM Leipzig-Engelsdorf), betriebsfähig |
| 155 238-9                         | 155 045-9             | PRESS        | IntEgro-Lackierung, betriebsfähig |
| 155 239-7                         | 155 239-7             | EBS          | verkehrsrot, betriebsfähig |
| 155 247-0                         | 250 247-4             | LEG          | signalrot, Scherenstromabnehmer Typ „VM 28-31“, abgestellt Werk Cottbus |
| 155 249-6                         | 155 249-6             | LDK          | signalrot, betriebsfähig |
| 155 250-4                         | 250 250-8             | DB           | bordeauxrot, Scherenstromabnehmer Typ „VM 28-31“, Leihgabe an Thüringer Eisenbahnverein, nicht betriebsfähig                                                                                           |
| 155 265-2                         | 155 265-2             | DB           | verkehrsrot, abgestellt ab __.09.2015 SSM Mukran |
| 155 269-4                         | 155 269-4             | Railpool     | verkehrsrot, abgestellt (Rostock Seehafen), nicht betriebsfähig |
| 155 273-6                         | 155 273-6             | Budamar West | verkehrsrot, Leihgabe an BSW-Gruppe Traditionsgemeinschaft Bw Halle P e. V., Halle (Saale), betriebsfähig                                                                                              |